# Stylophora subseriata
Espèce
Statut CITES
Stylophora subseriata est une espèce de coraux appartenant à la famille des Pocilloporidae.